# Sonya Hartnett
Sonya Hartnett (Melbourne, 23 febbraio 1968) è una scrittrice australiana, autrice di romanzi per ragazzi.

## Biografia
Sonia Hartnett è autrice di diciotto romanzi per ragazzi tradotti in diverse lingue.

È stata premiata nel 2008 con Astrid Lindgren Memorial Award, premio svedese dedicato alla letteratura per ragazzi, e nel 2009 con l’Australian International Success Award.

Nel 2010 il suo libro "L'asinello d'argento" ha vinto il Premio Andersen letteratura per ragazzi nella categoria 9/12 anni. La motivazione per quest'ultimo riconoscimento è stata: per l'alta, forte e calibratissima misura narrativa. Per aver dato con netta efficacia una rappresentazione intensa e dolente degli orrori della guerra. Per l'umanissimo ritratto che offre dei protagonisti e delle loro infanzie.

## Opere
- Casa Willow, Arnoldo Mondadori Editore (1996)
- L'asinello d'argento, Rizzoli (2009)
- Aria, Fazi (2010)
- I figli del re, Rizzoli (2012)